# Вила-Верди-да-Рая
Вила-Верде-да-Рая (порт. Vila Verde da Raia)  —  населённый пункт и район в Португалии,  входит в округ Вила-Реал. Является составной частью муниципалитета  Шавиш. По старому административному делению входил в провинцию Траз-уш-Монтиш и Алту-Дору. Входит в экономико-статистический  субрегион Алту-Траз-уш-Монтиш, который входит в Северный регион. Население составляет 855 человек на 2001 год. Занимает площадь 9,70 км².